# Brasão de armas de Vanuatu
Brasão de armas de Vanuatu apresenta um guerreiro melanésio segurando uma lança em pé diante da montanha sobreposta à presa de um javali que envolve duas folhas cruzadas de namele e o pergaminho dourado no fundo com o Lema Nacional que diz: LONG GOD YUMI STANAP (em bislama para, "EM DEUS NÓS ESTAMOS"). A versão original foi desenhada pelo artista australiano Rick Frazer em 1980.

## Referencias
Citações
1. ↑  Discover The Meaning behind Vanuatu’s Coat of Arms - Air Vanuatu
2. ↑  Ligo, Godwin (10 de agosto de 2017). «Frazer's contribution to Vanuatu's independence». Vanuatu Daily Post

Bibliografia
- «State Flag and Armorial Bearings Public Declaration». Laws of the Republic of Vanuatu. 1980